# Karl Schnaar
Karl Heinrich Friedrich Schnaar (* 21. Juli 1876 in Massenhausen; † 21. Juni 1941 ebenda) war ein deutscher Landwirt und Politiker (Waldeckischer Landeswahlverband, Landbund).
Schnaar war der Sohn des Landwirts und Bürgermeisters Friedrich Ludwig Schnaar (1842–1923) und dessen Ehefrau Johannette Christiane Friederike, geborene Grötecke (1848–1929). Er heiratete 1904 Erna Joachim (1882–1966). Schnaar war Landwirt in Massenhausen.
1922 bis 1925 war er für den Waldeckischer Landeswahlverband und 1925 bis 1929 für den Landbund Abgeordneter in der Waldecker Landesvertretung.